# Maartje Krekelaar
Pour les articles homonymes, voir Krekelaar.
Maartje Krekelaar est une joueuse de hockey sur gazon néerlandaise. Elle évolue au poste d'attaquante au HC 's-Hertogenbosch et avec l'équipe nationale néerlandaise.

## Biographie
Maartje est née le 6 juillet 1995 à Veghel.

## Carrière
Elle a fait ses débuts en équipe première en décembre 2015 à Rosario lors de la finale de la Ligue mondiale 2014-2015

## Palmarès
- : 2e à la Coupe du monde U21 2016[2]
- : 1re à la Ligue mondiale 2016-2017
- : 1re au Champions Trophy 2018
- : 1re à la Ligue professionnelle 2019
- : 2e à la Ligue professionnelle 2021-2022